# Francisco Bregante
Francisco Bregante Torres (Montevideo, 18 aprile 2004) è un calciatore uruguaiano, difensore del Liverpool (M).

## Caratteristiche tecniche
Gioca come terzino sinistro.

## Carriera
Bregante è cresciuto nel settore giovanile del Liverpool (M), con cui ha debuttato in prima squadra il 27 settembre 2022 nell'incontro di Copa Uruguay vinto 4-0 contro i Montevideo Wanderers.

## Statistiche

### Presenze e reti nei club
Statistiche aggiornate al 9 giugno 2024.
| Stagione        | Squadra         | Campionato      | Campionato | Campionato | Coppe nazionali | Coppe nazionali | Coppe nazionali | Coppe continentali | Coppe continentali | Coppe continentali | Altre coppe | Altre coppe | Altre coppe | Totale | Totale | Totale |
| Stagione        | Squadra         | Comp            | Pres       | Reti       | Comp            | Pres            | Reti            | Comp               | Pres               | Reti               | Comp        | Pres        | Reti        | Pres   | Reti   |        |
| --------------- | --------------- | --------------- | ---------- | ---------- | --------------- | --------------- | --------------- | ------------------ | ------------------ | ------------------ | ----------- | ----------- | ----------- | ------ | ------ | ------ |
| 2022            | Liverpool (M)   | PD              | 0          | 0          | CU              | 1               | 0               | CS                 | 0                  | 0                  |             | -           | -           | 1      | 0      |        |
| 2023            | Liverpool (M)   | PD              | 0          | 0          | CU              | 2               | 0               | CL                 | 0                  | 0                  |             | -           | -           | 2      | 0      |        |
| 2024            | Liverpool (M)   | PD              | 4          | 0          | CU              | 0               | 0               | CL                 | 2                  | 0                  | SU          | 0           | 0           | 6      | 0      |        |
| Totale carriera | Totale carriera | Totale carriera | 4          | 0          |                 | 3               | 0               |                    | 2                  | 0                  |             | 0           | 0           | 9      | 0      |        |

## Palmarès

### Club

#### Competizioni nazionali
- Supercoppa uruguaiana: 1

Liverpool Montevideo: 2024